# Rivière Kouchibouguacis
La rivière Kouchibouguacis (anglais : Kouchibouguacis River) est une rivière du Nouveau-Brunswick. Celle-ci se déverse dans le détroit de Northumberland au parc national de Kouchibouguac. Les communautés suivantes se trouvent le long de son cours, d'amont en aval: Kent Junction, Saint-Ignace et Saint-Louis de Kent.

## Toponymie
« Kouchibouguacis » vient du micmac Pijeboogwekchitch qui a été partiellement modifié lors de son passage au français. Il signifie littéralement le « petit long estuaire ». Le suffixe chitch, qui signifie « petit » en micmac est un diminutif en rapport à la rivière Kouchibouguac qui coule à quelques kilomètres au nord. Il s'agit d'un toponyme descriptif qui dit que la marée est perceptible jusqu'à 13 km sur le cours de la Kouchibouguac et presque aussi profond sur la Kouchibouguacis.

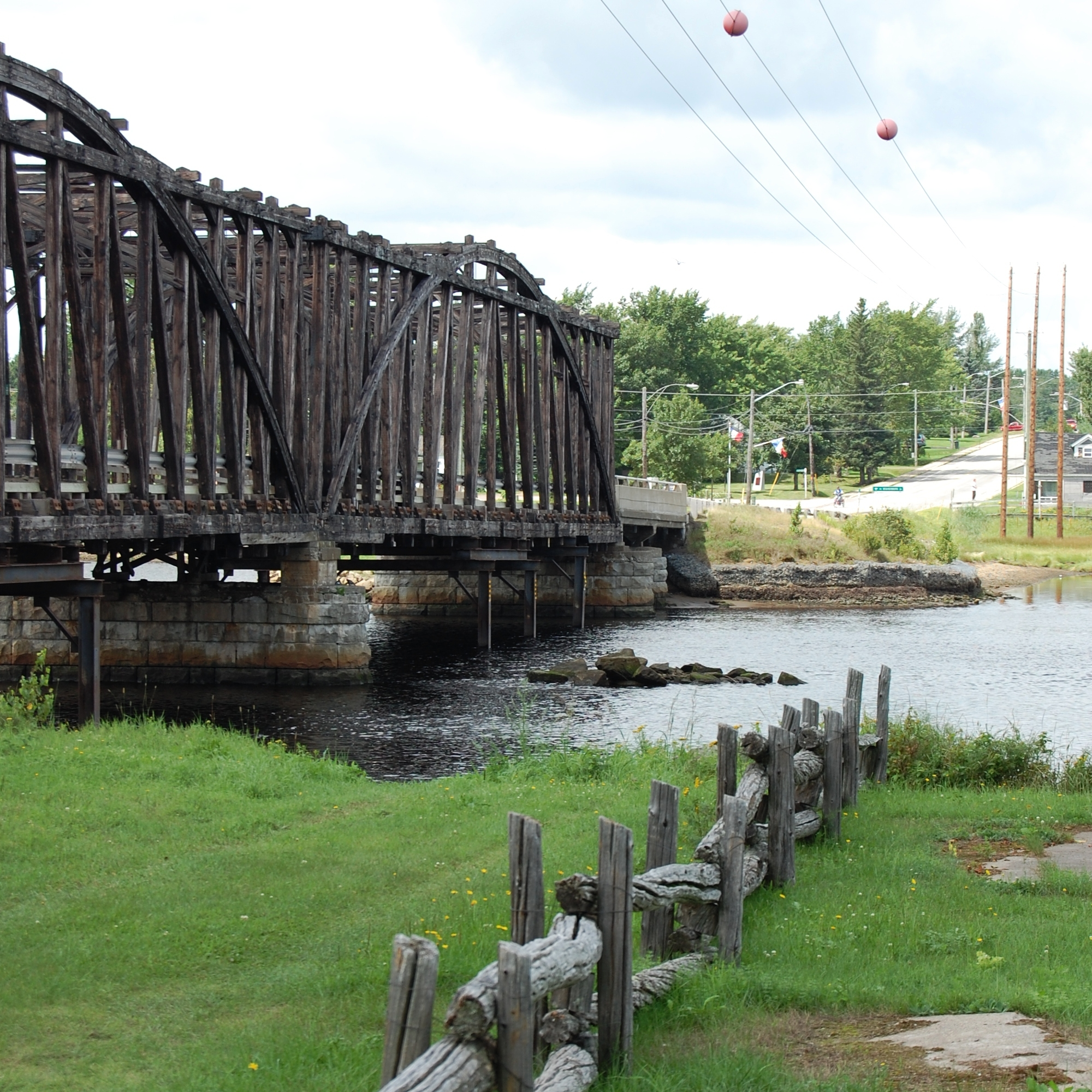
Vieux pont à Saint-Louis de Kent